# Ammotrypane nybelini
Ammotrypane nybelini är en ringmaskart som beskrevs av Eliason 1951. Ammotrypane nybelini ingår i släktet Ammotrypane och familjen Opheliidae. Inga underarter finns listade i Catalogue of Life.